# Liparochrus quadrimaculatus
Liparochrus quadrimaculatus är en skalbaggsart som beskrevs av Edgar von Harold 1877. Liparochrus quadrimaculatus ingår i släktet Liparochrus och familjen Hybosoridae. Inga underarter finns listade i Catalogue of Life.